# Pattuglia militare ai I Giochi olimpici invernali
Nella pattuglia militare ai I Giochi olimpici invernali fu disputata una sola gara, il 29 gennaio, che assegnò solo le medaglie olimpiche (a differenza di salto e fondo, i cui titoli furono validi anche come Campionati mondiali di sci nordico. Fu l'unica volta in cui questa disciplina figurò nel programma ufficiale olimpico; nelle successive apparizioni venne infatti considerata sport dimostrativo.

## Risultati
Delle sei squadre partite, solo quattro conclusero la gara: Italia e Polonia dovettero ritirarsi a causa del cattivo tempo. La gara si svolse il 29 gennaio 1924, a partire dalle ore 8:40, con partenza e arrivo nello Stadio olimpico di Chamonix. Fu la prima volta che una tale gara venne organizzata con partecipazione di un pubblico non esclusivamente militare. Anzi, la maggior parte delle 1.307 persone presenti (indicazione ufficiale del Comitato olimpico francese) era personale civile. Nessun'altra gara di tutto il programma nordico ebbe un tale afflusso di pubblico. La gara si disputò su un tracciato di 30 km, a metà del quale venne collocato il poligono di tiro dove tre atleti (dei quattro che componevano la squadra) dovevano sparare diciotto colpi contro un bersaglio collocato a 250 m di distanza. Ogni bersaglio colpito comportava l'abbuono di mezzo minuto sul tempo cronometrato.
| Pos.    | Atleta         | Nazione                                                                    | Tempo effettivo | Centri | Tempo abbuono | Tempo Totale |
| ------- | -------------- | -------------------------------------------------------------------------- | --------------- | ------ | ------------- | ------------ |
| Oro     | Svizzera       | Denis Vaucher Anton Julen Alfons Julen Alfred Aufdenblatten                | 4:00'06"        | 8      | 4'00"         | 3:56'06"     |
| Argento | Finlandia      | Väinö Bremer August Eskelinen Heikki Hirvonen Ville Mattila                | 4:05'40"        | 11     | 5'30"         | 4:00'10"     |
| Bronzo  | Francia        | Camille Mandrillon Georges Berthet Maurice Mandrillon André Vandelle       | 4:19'53"        | 2      | 1'00"         | 4:18'53"     |
| 4       | Cecoslovacchia | Karel Buchta Josef Bím Bohuslav Josífek Jan Mittlöhner                     | 4:22'24"        | 5      | 2'50"         | 4:19'54"     |
| -       | Italia         | Piero Dente Goffredo Lagger Albino Bich Paolo Francia                      | DNF             |        |               |              |
| -       | Polonia        | Zbigniew Wóycicki Szczepan Witkowski Stanisław Chrobak Stanisław Kądziołka | DNF             |        |               |              |

## Medagliere
| Posizione | Paese     |   |   |   | Totale |
| --------- | --------- | - | - | - | ------ |
| 1         | Svizzera  | 1 | 0 | 0 | 1      |
| 2         | Finlandia | 0 | 1 | 0 | 1      |
| 3         | Francia   | 0 | 0 | 1 | 1      |
| Totale    | Totale    | 1 | 1 | 1 | 3      |